# Снага (тарот карта)
Снага је тарот карта Велике Аркане и нумерисана је или XI или VIII, у зависности од шпила . Историјски се звао Фортитуд, а у шпилу Тот тарота назива се Пожуда. Ова карта се користи у игрању игара као и у прорицању.

## Опис
Дизајн ове карте је прилично константан у свим тарот шпиловима. Кључни ликови су жена и лав, при чему је жена нагнута над лавом. На многим картама, укључујући и ону из шпила Ридер–Ваите–Смитх, жена држи чељусти лава. Неки имају симбол бесконачности који лебди изнад женине главе. Други шпилови имају жену која седи на лаву, или само са једном руком на њему. Неки шпилови имају само једног од ликова; цвеће је често представљено на овој карти.
Према Едену Греју, лемнискат изнад ње представља просветљење и духовне моћи, док лав представља животињске нагоне и земаљске жеље.

## Историја
Карта Снаге је првобитно названа Фортитуде, и прати две друге кардиналне врлине у Великој Аркани: Умереност и Правда .
Старије палубе су имале две супротстављене симболике: једна је представљала жену која држи или ломи камени стуб, а друга је представљала особу, мушку или жену, која покорава лава. Ова карта Тароццхи дел Мантегна (слика, десно), направљена у Ферари око 1470. године, илуструје обоје. Модерна симболика жене и лава највероватније је настала спајањем два ранија.

## Нумерација
Снага је традиционално једанаеста карта, а Правда осма, али је утицајни шпил Ридер–Ваите–Смит променио положај ове две карте како би се боље уклопиле са астролошким кореспонденцијама које је развио Херметички ред Златне зоре, под којим се осма карта повезује са Лавом а једанаеста са Вагом . Ова промена је првобитно предложена у мистериозним рукописима шифре који су чинили основу за учење Златне зоре о тароту и другим темама. Данас многи шпилови тарота за прорицање користе ову нумерацију, посебно у свету енглеског говорног подручја.

## Тумачење
Према књизи А. Е. Вејта из 1910. Сликовни кључ тарота, карта Снаге носи неколико прорицатељских асоцијација:
8. СНАГА. —Моћ, енергија, акција, храброст, великодушност; такође пун успеха и почасти. Обрнуто: деспотизам, злоупотреба моћи, слабост, раздор, понекад чак и срамота.

## Алтернативни шпилови
- Вандендоров „Фламански шпил” (око 1750 – 1760) пренумерише La Force („Снагу”) као КСИ и La Justice („Правда”) као VIII.